# Acherontia extensa
Acherontia extensa är en fjärilsart som beskrevs av Tutt 1904. Acherontia extensa ingår i släktet Acherontia och familjen svärmare. Inga underarter finns listade i Catalogue of Life.